# Кассаб, Джибраил
Джибраил Кассаб (4 августа 1938 года, Ирак) — архиепископ Басры с 24 октября 1995 года по 21 октября 2006 года, епископ сиднейский с 21 октября 2006 года.

## Биография
Джибраил Кассаб родился 4 августа 1938 года в Ираке. 19 января 1961 года он был рукоположён в священника. 24 октября 1995 года Римский папа Иоанн Павел II назначил Джибраила Кассаба архиепископом Басры. 5 мая 1996 года Джибраил Кассаб был рукоположён в епископа. 21 октября 2006 года Римский папа Бенедикт XVI назначил Джибраила Кассаба епископом епархии святого Фомы в Сиднее.